# Schmitziana
Schmitziana is een geslacht van wantsen uit de familie van de Pyrrhocoridae (Vuurwantsen). Het geslacht werd voor het eerst wetenschappelijk beschreven door Stehlik in 1977.

## Soorten
Het genus bevat de volgende soorten:

- Schmitziana grandis (Stehlik, 1965)
- Schmitziana pilosa Stehlik, 1977
- Schmitziana polymorpha Stehlik, 1977